# Neandra brunnea
Neandra brunnea (Synonym: Parandra brunnea) ist eine Art der Bockkäfer, die in Nordamerika heimisch ist. Als eingeführte Art (Neozoon) wurde der Käfer auch in Dresden nachgewiesen, weitere Fundort in Europa sind allerdings nicht bekannt.

## Merkmale
Die Art gehört innerhalb der Bockkäfer zur Unterfamilie Parandrinae, die für Bockkäfer untypisch aussieht. Der Körper ist ziemlich breit und abgeflacht, die Antennen sind für einen Bockkäfer vergleichsweise sehr kurz und erreichen zurückgelegt nur etwa die Hälfte des Pronotums. Der Käfer ist einfarbig kastanienbraun und wird etwa 10 bis 24 Millimeter lang.

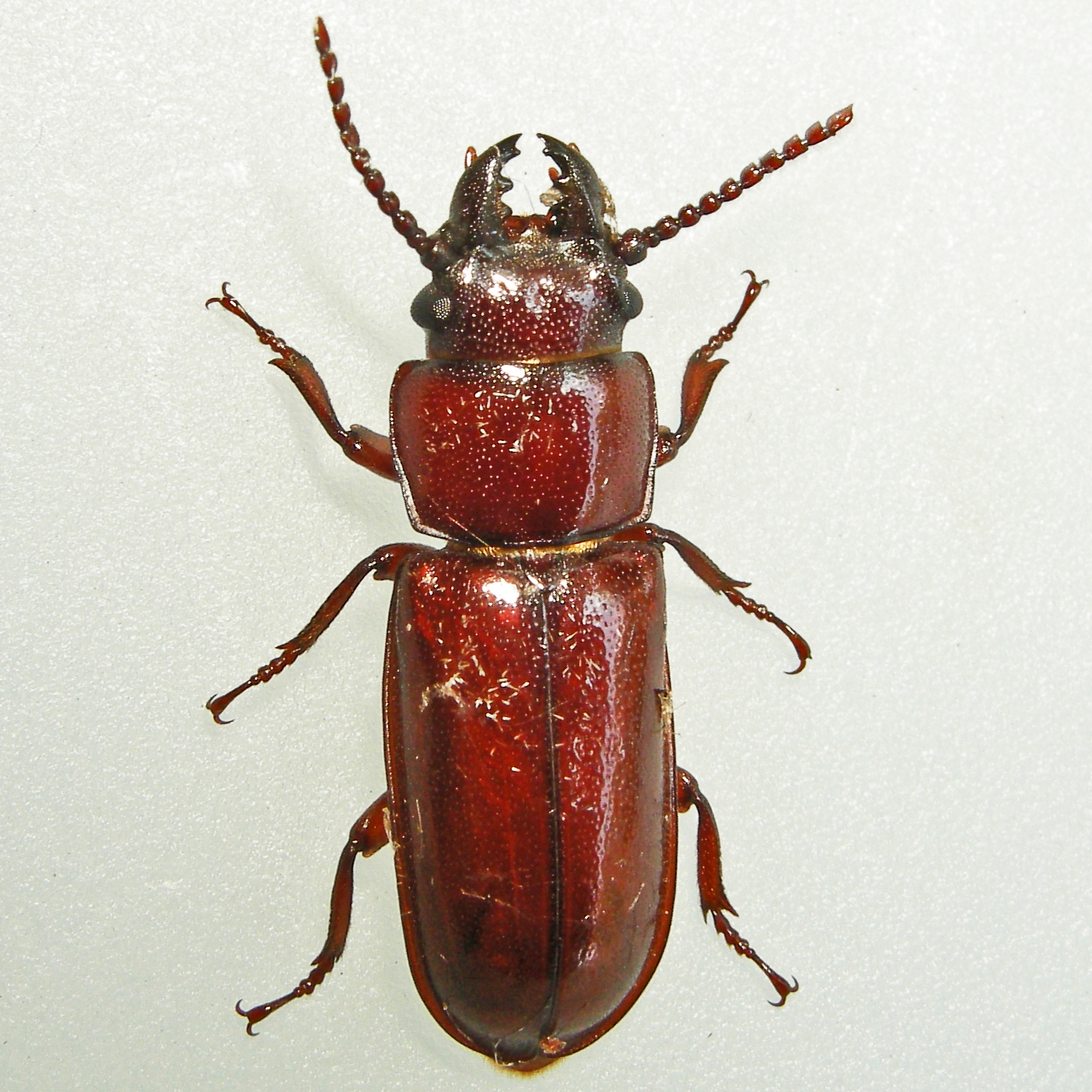
Neandra brunnea, Oberseite
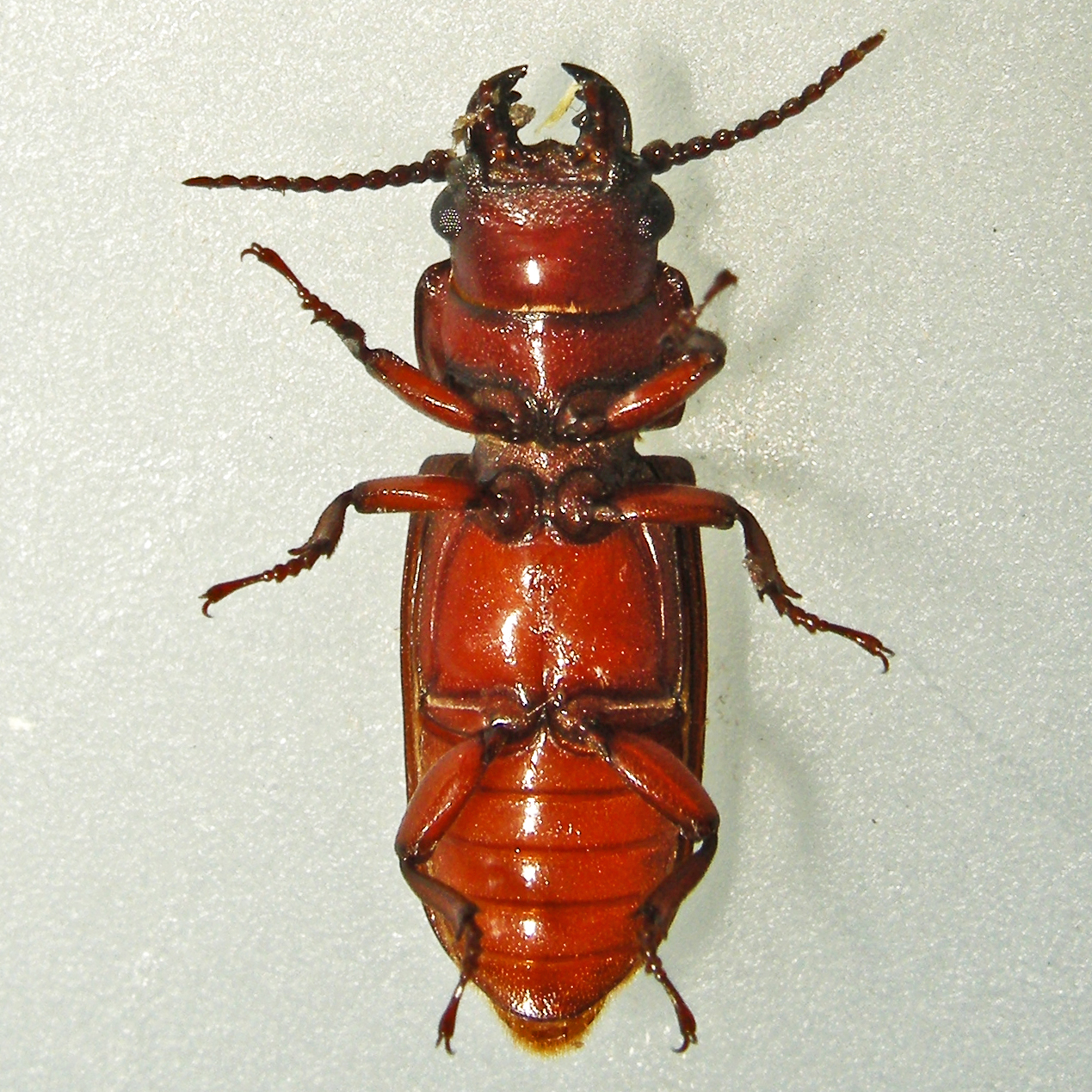
Neandra brunnea, Unterseite

## Vorkommen
Neandra brunnea ist im östlichen und zentralen Nordamerika in Teilen Kanadas und den Vereinigten Staaten weit verbreitet.
Seit 1916 wurde die Art als Neozoon in verschiedenen Parks im Stadtgebiet von Dresden gefunden, unter anderem am Zwingerteich und im westlich des Stadtkerns gelegenen Ostragehege, so an den Lindenbäumen der Pieschener Allee. Nachdem es nach 1966 keine Dresdner Fundmeldungen mehr gab, konnte Gerhard Katschak die Art im August 2004 erneut nachweisen. Dazu untersuchte er im Ostragehege den Lindenbestand entlang des Hafenwegs und wurde an der Allee des davon abzweigenden Übigauer Fährwegs fündig, am Hafenbecken gab es zudem indirekte Nachweise. Im Großen Garten konnten 2004 bei flüchtiger Betrachtung keine geeigneten Entwicklungsstellen ausgemacht werden, obwohl sich 1960 auf der nahegelegenen Bürgerwiese in einer hohlen Pappel noch indirekte Nachweise ergaben.  Weitere, direkte Nachweise des Vorkommens in Dresden wurden im Zuge von Baumuntersuchungen 2014 am Zwingerteich (zahlreiche Imagines) und 2019 nun auch im Großen Garten (Reste adulter Tiere) erbracht.

## Lebensweise

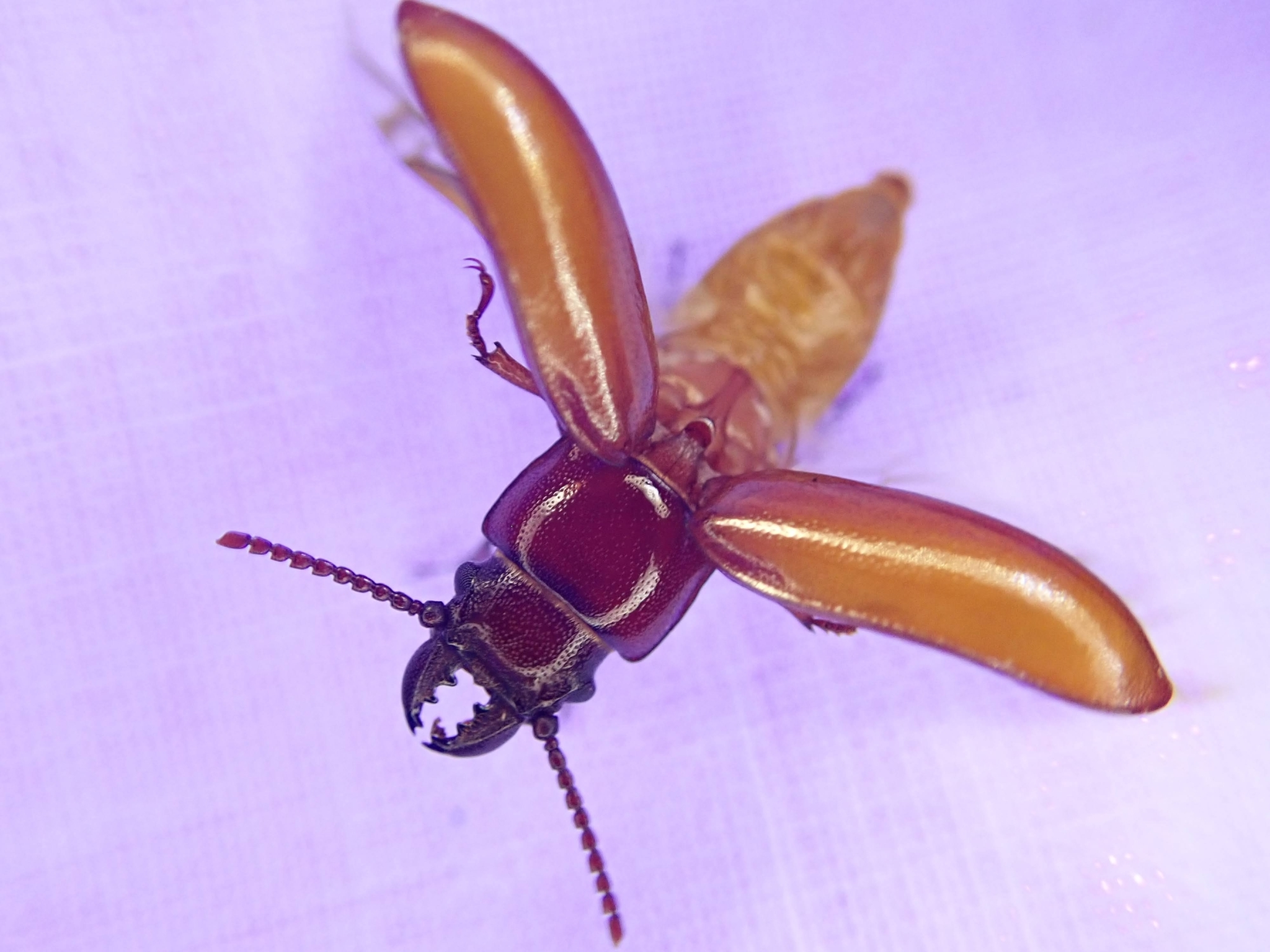
Neandra brunnea, Abflug

Die Larve lebt in den unteren Stammbereichen und der Wurzelgegend von anbrüchigen Bäumen, insbesondere Linden. Die Entwicklung dauert zwei bis drei Jahre. Der Käfer wird erst in der Dämmerung aktiv und ist von Ende Mai bis Mitte September zu finden.
Seine Lebensdauer scheint nicht sehr groß zu sein. In Dresden wurden mehrere Tiere gefunden, die sich dem Angriff kleiner Ameisen gegenüber recht wehrlos zeigten.

## Systematik
Neandra brunnea ist eine anerkannte Art der Gattung Neandra, die wissenschaftliche Erstbeschreibung stammt von Johann Christian Fabricius aus dem Jahr 1798. Der wissenschaftliche Name „brunnea“ leitet sich von der lateinischen Bezeichnung „brunneus“ für „braun“ ab und bezieht sich auf die Körperfarbe.